# Discogobio bismargaritus
Discogobio bismargaritus és una espècie de peix cipriniforme de la família dels ciprínids.

## Morfologia
Els mascles poden assolir els 13,8 cm de longitud total.

## Distribució geogràfica
Es troba a Yunnan (Xina).